# Med sitt blod på långfredagen
Med sitt blod på långfredagen är en ursprungligen finsk psalmtext med 6 verser från 1908 av Pekka Fredrik Lappalainen, 1908; Herra Jeesus Golgatalla och senare bearbetad Herra Jeesus verellänsä. Översättaren till svenska är okänd
Melodin är en finsk folkmelodi.

## Publicerad som
- Nr 129 i Sions Sånger 1951
- Nr 23 i Sions Sånger 1981 under rubriken "Från Getsemane till Golgata".
- Nr 26 i Sions Sånger och Psalmer